# Abu Sahl al-Kukhandi
Abu-Sahl al-Kukhandí fou visir dels gaznèvides al segle xi.
Va servir sota el sultà Ibrahim ibn Massud (1059-1099) com a segon visir succeint a Abu-Bakr ibn Abi-Sàlih, probablement als darrers anys del regnat; en una data desconeguda va ser deposat, arrestat i cegat per ordre del sultà.